# Sant’Agata sul Santerno
Sant’Agata sul Santerno – miejscowość i gmina we Włoszech, w regionie Emilia-Romania, w prowincji Rawenna.
Według danych na rok 2004 gminę zamieszkuje 2131 osób, 236,8 os./km².